# White Snake
Pour les articles homonymes, voir White Snake (homonymie).
Albums de David Coverdale
Northwinds
(1978)
Singles
1. Hole in the sky
Sortie : 1977

White Snake est le premier album solo du chanteur de rock anglais David Coverdale. Il parait le 9 février 1977 sur le label Purple Records et est produit par Roger Glover. Le titre de l'album est aussi connu sous le nom de David Coverdale's Whitesnake. Whitesnake sera par la suite en 1978 et la sortie de l'album Trouble, le nom du groupe de David Coverdale.

## Historique
Cet album est le premier que David Coverdale enregistre après la fin provisoire de Deep Purple. À l'époque Coverdale réside, pour des raisons fiscales, en Allemagne, c'est là qu'il écrit les chansons qui figureront sur son premier album. David renoue aussi des liens avec le guitariste anglais Micky Moody qu'il a connu avant Deep Purple et ce-dernier le rejoint en Allemagne et participe à l'écriture de quatre titres. La musique est enregistrée dans les  studios Kingsway Recorders de Londres du 3 au 17 et 25 août 1976  et le chant du 26 au 30 août à Munich dans les studios Musicland. L'album est produit par un autre, à cette époque là, ex membre de Deep Purple, Roger Glover, qui y joue aussi de la basse et des percussions. David et Roger se sont connus lors du projet Butterfly Ball sur lequel David avait participé au chant.
Pour son premier album, David Coverdale déclare :

« Il est très difficile de repenser et de parler raisonnablement au sujet du premier album. White Snake avait été très introspectif, réfléchi et discret à bien des égards, écrit et enregistré comme c'était à la suite de la chute de Deep Purple. »

Cet album se démarque de la musique que Coverdale faisait avec Deep Purple, il propose un mélange de rock à tendance bluesy, majoritairement composé avec Micky Moody, de ballade rock et de rock teinté de soul. Un seul single de promotion Hole In the Sky sort, mais ni le single, ni l'album n'entre dans les charts. Par manque de moyens pour réunir des musiciens, l'album n'est pas suivi d'une tournée.
La chanson, Blindman est reprise en 1980 sur l'album de Whitesnake, Ready an' Willing. Elle ressort en 1988, couplée à l'album Northwinds, et en 2000 avec deux titres bonus.

## Liste des titres
Face 1
| No | Titre         | Auteur                       | Durée |
| -- | ------------- | ---------------------------- | ----- |
| 1. | Lady          | David Coverdale, Micky Moody | 3:48  |
| 2. | Blindman      | Coverdale                    | 6:01  |
| 3. | Goldies Place | Coverdale                    | 5:03  |
| 4. | Whitesnake    | Coverdale, Moody             | 4:22  |

Face 2
| No | Titre            | Auteur           | Durée |
| -- | ---------------- | ---------------- | ----- |
| 5. | Time on My Side  | Coverdale, Moody | 4:26  |
| 6. | Peace Lovin' Man | Coverdale        | 4:53  |
| 7. | Sunny Days       | Coverdale        | 3:31  |
| 8. | Hole in the Sky  | Coverdale        | 3:23  |
| 9. | Celebration      | Coverdale, Moody | 4:11  |

Titres bonus réédition 2000
| No  | Titre            | Auteur    | Durée |
| --- | ---------------- | --------- | ----- |
| 10. | Peace Lovin' Man | Coverdale | 5:04  |
| 11. | Sunny Days       | Coverdale | 3:21  |

## Musiciens
- David Coverdale : chants, piano, percussions

- Micky Moody : guitares, percussions, chœurs
- Simon Phillips : batterie, percussions
- De Lisle Harper : basse, percussions, chœurs
- Tim Hinkley : orgue, percussions, chœurs
- Ron Aspery : saxophone, flûte
- Roger Glover : basse, percussions, mélodica, synthétiseur, chœurs, production
- Liza Strike : chœurs
- Helen Chappelle : chœurs
- Barry St. John : chœurs